# Jan O. Pedersen
Jan Osvald Pedersen (* 9. November 1962 in Middelfart, Dänemark) ist ein ehemaliger dänischer Speedway- und Langbahnfahrer.
Er wurde 1991 in Göteborg Speedway-Weltmeister und 1986 Speedway-Vize-Weltmeister.

## Karriere
Jan O. Pedersen fuhr 1982 und 1983 in der Speedway-U21-Europameisterschaft. Von 1985 bis 1988 und im Jahr 1991 startete er in der Speedway-Weltmeisterschaft. Dort erreichte er 1991 mit 15 Punkten seinen größten Erfolg.
Parallel ging er für das Team Dänemark 1986 bis 1998 und 1991 im Speedway World Cup an den Start. Zusammen mit seinen Team-Kollegen gewann er die Team-Weltmeisterschaft in allen vier Jahren.
1990 und 1991 fuhr er zusammen mit Hans Nielsen in der Speedway-Paar-Weltmeisterschaft. Dort konnte er 1991 zusammen mit Nielsen mit 28 Punkten den Titel erringen.
Pedersen startete 1991 auch in der Langbahn-Weltmeisterschaft. Dort erzielte er den dritten Platz in der Meisterschaft.
1992 musste er nach einem Rennunfall seine Karriere beenden.